# Шьяма-упанишада
Шьяма-упанишада (санскр. श्याम उपनिषद्, ṣyāmopaniṣad — Наставление [о] Тёмной) — одна из малых тантрических шактийских упанишад, не относящихся к канону Муктика. Хотя название это упанишады соотносится с одним из грозных обликов Деви — Шьямой (санскр. श्याम — тёмный, чёрный), — текст, по своему содержанию, основывается на пудже богине Калике и близок тексту Калика-пураны.
Это очень небольшой текст — в русском переводе дана разбивка всего на 7 стихов. Однако уже в первом стихе приводится одна из важных шактийских маха-мантр, называемая в тексте «лучшей из всех мантр»:
kṛṃ kṛṃ kṛṃ hūṃ hūṃ hṛṃ hṛṃ dakṣiṇe kālike kṛṃ kṛṃ kṛṃ hūṃ hūṃ hṛṃ hṛṃ svāhā
Этот стих по своему содержанию очень близок последнему стиху 1-й паталы Шри-каливиласа-тантры, где говорится:
Вначале [произносится] три кама-биджи [kṛṃ], затем две курча-биджи [hūṃ] и майа-биджи [hṛṃ]. Затем, произнеся «dakṣiṇe kālike», следует вновь произнести три кама-биджи, две курча-биджи и две майа-биджи, [это] наивысшая из всех видий [kṛṃ kṛṃ kṛṃ hūṃ hūṃ hṛṃ hṛṃ dakṣiṇe kālike kṛṃ kṛṃ kṛṃ hūṃ hūṃ hṛṃ hṛṃ svāhā]. Если шудра добавляет вместо Супруги Огня [svāhā], майя-биджу [hṛṃ], то благодаря этой джапе, став владыкой совершенств, достигает Высшего брахмана.
Этот стих так же близок по содержанию и стихам 78-79 25-й главы Кокиларнава-тантры, где также говорится о величии этой мантры:
Вначале — двадцатидвухслоговая мантра Дакшина-Кали: kṛṃ kṛṃ kṛṃ hūṃ hūṃ hṛṃ hṛṃ dakṣiṇe kālike kṛṃ kṛṃ kṛṃ hūṃ hūṃ hṛṃ hṛṃ svāhā — эта мала-мантра дарует и наслаждение и освобождение.
Так же и в Тодала-тантре (3, 13-14) и в других тантрических шактийских текстах упоминается эта мантра, что позволяет говорить о её особой значимости в шактийской традиции. И тот факт факт, что в текстах тантр систематически повторяется пассаж о шудре, читающем эту мантру и который благодаря ей достигнет Освобождения, позволяет сказать, что текст рассчитан именно на низкокастовых.
Другим интересным моментом является описание Шри Янтры — этому посвящены третий, четвёртый и пятый стихи Шьяма-упанишады: приводятся образы Деви в различных углах Шри Янтры, её лепестках и вкратце описывается тот облик Калики, на который следует медитировать:
Медитируй на Калику как на девушку цвета грозовой тучи с изогнутыми зубами; её руки даруют блага, удаляют страх и держат меч и голову.
Завершает упанишаду пассаж о награждении всеми благами того, кто изучает её: её изучение приравнивается к омовению в Ганге, паломничеству к тиртхам, выполнению яджны и хомы.

## Переводы
Оригинальный текст упанишады, к сожалению, не доступен. Перевод на русский язык был осуществлён в 2003-м году владельцем сайта Упанишад.ру Архивная копия от 12 мая 2011 на Wayback Machine Ишварой с английского перевода, который находится на сайте Shiva Shakti Mandalam Архивная копия от 3 сентября 2011 на Wayback Machine.